# Aliança em Defesa da Liberdade
A Aliança em Defesa da Liberdade (Inglês: Alliance Defending Freedom - ADF), anteriormente conhecida como Fundo de Defesa da Aliança (Alliance Defense Fund), é uma organização conservadora cristã de defesa legal nos Estados Unidos. Seu foco é expandir as liberdades religiosas cristãs em escolas públicas e no governo, proibir o aborto e se opor aos direitos LGBTQ. A ADF tem sede em Scottsdale, Arizona, com filiais em diversas localidades, incluindo Washington, D.C. e Nova York. Sua subsidiária internacional, a Aliança Internacional de Defesa da Liberdade, com sede em Viena, Áustria, atua em mais de 100 países.
A ADF é um dos grupos cristãos de maior relevância no campo jurídico nos Estados Unidos, destacando-se por seu orçamento, número de casos, rede de advogados aliados e conexões com figuras influentes da direita política. Mike Johnson, ex-advogado da ADF, foi eleito Presidente da Câmara dos Deputados em 25 de outubro de 2023. Outros associados à ADF incluem a juíza da Suprema Corte dos EUA, Amy Coney Barrett, o ex-vice-presidente Mike Pence, os ex-procuradores-gerais William Barr e Jeff Sessions, e o senador Josh Hawley.
Advogados da ADF têm atuado em diversos casos na Suprema Corte, adotando posições que incluem o apoio a práticas religiosas em escolas públicas e orações cristãs em reuniões municipais, restrições à cobertura de seguros para contraceptivos, oposição ao casamento entre pessoas do mesmo sexo e apoio a empresas de serviços de casamento que se recusam a realizar casamentos entre pessoas do mesmo sexo. Além disso, a ADF foi responsável pela redação do modelo de legislação antiaborto do Mississippi, que contribuiu para a decisão da Suprema Corte no caso Dobbs v. Jackson Women's Health Organization, resultando na revogação da decisão do caso Roe v. Wade, que havia estabelecido o direito ao aborto nos Estados Unidos em 1973.
O Centro de Direito da Pobreza do Sul (SPLC) classifica a ADF como um grupo de ódio anti-LGBT, afirmando [en] que, desde a eleição do presidente Donald Trump, a ADF se tornou “um dos grupos mais influentes a moldar o ataque do governo Trump aos direitos LGBTQ”. A ADF tem se oposto ao casamento entre pessoas do mesmo sexo, à descriminalização da atividade sexual entre pessoas do mesmo sexo e às leis antidiscriminação, além de ter desempenhado um papel importante na redação de projetos de lei anti-transgêneros para legisladores estaduais.

## História e estrutura

### Fundação

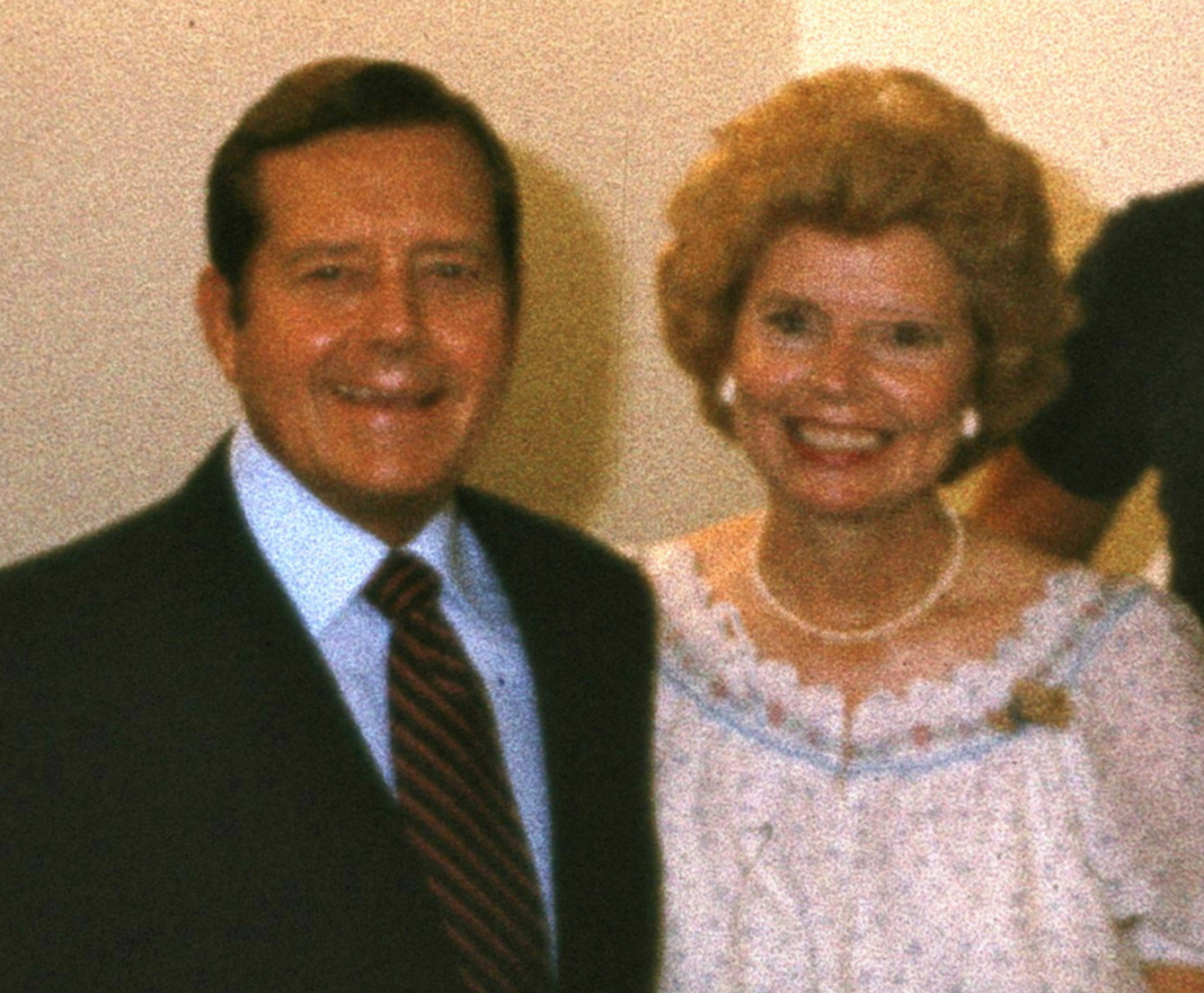
Bill e Vonette Bright.

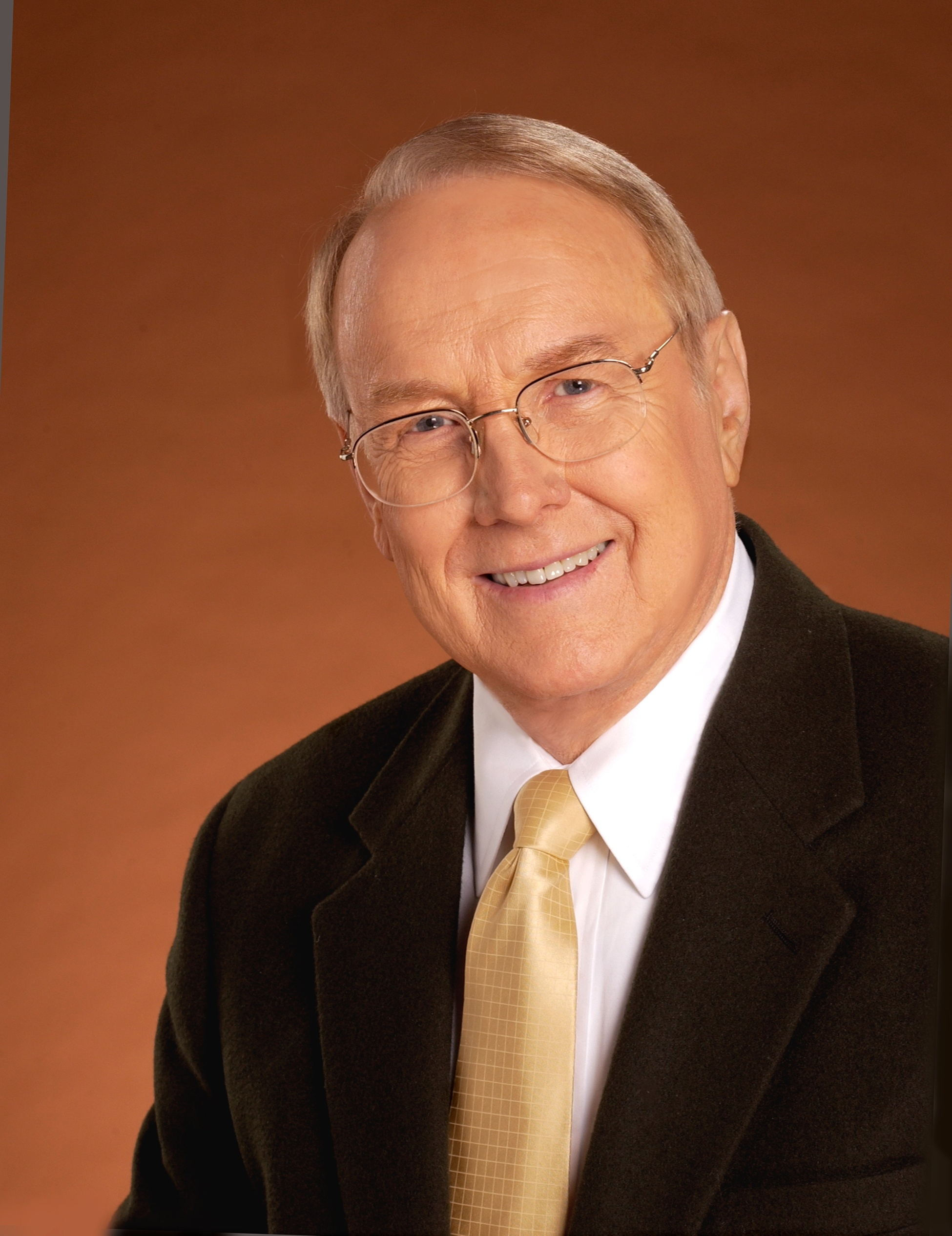
James Dobson.

O Fundo de Defesa da Aliança (ADF) foi fundado por membros do movimento da direita cristã com o objetivo de combater o que seus fundadores consideravam ameaças à liberdade religiosa na sociedade americana. A ADF foi criada em 1993 por seis homens cristãos conservadores, em sua maioria ligados a movimentos evangélicos. Os cofundadores foram Bill Bright, fundador da Cruzada do Campus para Cristo [en]; Larry Burkett; James Dobson, fundador da Foco na Família; D. James Kennedy, fundador da Coral Ridge Ministries; Marlin Maddoux; Mark Siljander [en]; e Alan Sears.
Nos primeiros anos, o Fundo de Defesa da Aliança focava no financiamento de casos legais, em vez de litigar diretamente. A organização se concentrava especialmente no trabalho da União Americana pelas Liberdades Civis (ACLU), que seus fundadores viam como responsável pela erosão dos valores cristãos.

### Mudança para litígio direto
Em 2012, o Fundo de Defesa da Aliança mudou seu nome para Aliança em Defesa da Liberdade, com o intuito de refletir a mudança de foco da organização, que passou a litigar casos diretamente, em vez de apenas financiar advogados aliados. Em 2014, a ADF já contava com mais de 40 advogados em sua equipe e se estabeleceu como a maior força jurídica da direita religiosa nos Estados Unidos, defendendo centenas de casos pro bono em todo o país. A ADF ganhou destaque nacional no caso Burwell v. Hobby Lobby Stores, Inc. [en], de 2012, e no desafio de 2014 à Lei de Assistência Acessível.

### Liderança e expansão internacional
O primeiro presidente, CEO e conselheiro-chefe da ADF foi Alan Sears, também um dos fundadores da organização. Sears foi descrito como “um ardente defensor da luta contra a pornografia” e teve um papel importante na Comissão de Pornografia do Procurador-Geral durante o governo Reagan, que produziu o Relatório Meese [en] de 1986.
Sears liderou a organização por mais de 20 anos, até 2017. De 2017 a 2022, Michael Farris, fundador da Faculdade Patrick Henry [en], foi CEO da ADF. Farris foi um defensor da Lei de Restauração da Liberdade Religiosa [en] de 1993 e tem estreitas conexões com o movimento cristão de educação domiciliar, sendo também fundador da Associação de Defesa Legal de Escolas Domésticas, que oferece representação legal a pais que optam pela educação em casa. Em 2016, Farris expressou oposição à candidatura de Donald Trump, afirmando que “Trump claramente não cumpre o padrão tradicional defendido pela direita cristã no que diz respeito ao caráter pessoal”. Contudo, após as alegações de fraude eleitoral de Trump nas eleições de 2020, Farris se envolveu em esforços para contestar os resultados [en], colaborando com o procurador-geral do Texas, Ken Paxton, na redação de uma queixa legal no caso fracassado Texas v. Pennsylvania [en].
Em 1º de outubro de 2022, Kristen Waggoner assumiu a presidência e o cargo de CEO da ADF, mantendo também sua função como Conselheira Geral da organização.

### ADF Internacional
Desde 2010, o braço global da ADF, a ADF Internacional, tem se tornado cada vez mais ativo em várias partes do mundo. Em 2015, a ADF Internacional anunciou estar envolvida em “mais de 500 casos perante tribunais nacionais e internacionais” em países como Estados Unidos, Argentina, Honduras, Índia, México, Peru, além de atuar na Corte da União Europeia e na Corte Interamericana de Direitos Humanos. Em 2017, a organização relatou 580 “questões legais em andamento” em 51 países, e em 2020-2021, teve um orçamento de US$ 11,5 milhões em suas operações globais.
A ADF estabeleceu uma filial na Índia, a ADF India, em 2012, com sede em Delhi. Além disso, a organização está registrada em diversos países europeus sob a denominação ADF Internacional, como na Bélgica, Alemanha (como ADF Internacional Alemanha), França, Suíça, Reino Unido e Áustria (como ADF Internacional Áustria GmbH). A ADF também realiza lobby no Parlamento da União Europeia por meio da ADF Internacional Bélgica, que participa da organização intergrupos Liberdade de Religião e Tolerância Religiosa. Dentro de suas atividades na União Europeia, seus membros têm apresentado argumentos sobre questões como a perseguição de minorias cristãs no Iraque e em Mianmar.
O orçamento da ADF Internacional foi de US$ 11,5 milhões (€ 9.489.000) no ano fiscal de 2020-21. Na União Europeia, a organização gastou aproximadamente US$ 9,8 milhões (€ 8,7 milhões) entre 2008 e 2016. Em 2020, a ADF Internacional informou um orçamento de cerca de US$ 2 milhões por ano (£ 1,5 milhão), sendo que aproximadamente US$ 430.000 foram destinados a atividades de lobby com funcionários da União Europeia. O grupo de lobby registrado na UE, ADF Internacional Bélgica, possuía cinco funcionários e um orçamento de US$ 650.000 para o ano fiscal de 2022-23. Nos relatórios financeiros, a ADF Internacional Bélgica indica que sua principal fonte de financiamento vem de doações da Aliança Defendendo a Liberdade.

### Finanças e doadores
A ADF é uma organização isenta de impostos, registrada sob a seção 501(c)(3) do código fiscal dos Estados Unidos. Em 2020, seus ativos líquidos totalizavam aproximadamente US$ 49 milhões, aumentando para US$ 57 milhões em 2021 e US$ 78,5 milhões em 2022.
Entre os maiores doadores da ADF está a Fundação Servant [en], que doou mais de US$ 50 milhões entre 2018 e 2020, por meio do seu braço financeiro, The Signatry. O uso mais visível desses fundos foi para a campanha “He Gets Us [en]” durante os intervalos comerciais do Super Bowl. Outros doadores significativos incluem: a família Green, a Fundação Covenant, a Fundação Bolthouse, a Fundação Edgar e Elsa Prince, a Fundação Richard e Helen DeVos [en], a Fundação Bradley e o Instituto Charles Koch. O Fundo de Caridade M.J. Murdock [en], uma das maiores instituições de caridade do noroeste do Pacífico, doou quase US$ 1 milhão para a ADF entre 2007 e 2016.

## Posições de litígio
A ADF adota uma série de posições que incluem o apoio à religião em instituições públicas, a oposição aos direitos LGBTQ, o repúdio ao aborto e à contracepção, e outras posturas alinhadas com o cristianismo conservador nos Estados Unidos.

### Religião em instituições públicas
De acordo com os materiais direcionados aos seus doadores, a ADF busca promover a crença na “intenção original dos autores da Constituição dos EUA e da Declaração de Direitos, pois ela reflete a lei natural de Deus e a lei superior de Deus”. Antes de fazer o juramento de posse como Presidente da Câmara dos Deputados, o atual e ex-advogado da ADF, Mike Johnson, declarou: “A Bíblia é muito clara quando diz que Deus é quem levanta aqueles que têm autoridade [...] cada um de vocês, todos nós”. A organização trabalha para “recuperar o sistema judicial conforme foi originalmente concebido”, com ênfase em litígios.
A ADF esteve envolvida em diversos casos da Suprema Corte dos Estados Unidos que abordam o uso de prédios e fundos públicos para fins religiosos, como Rosenberger v. University of Virginia [en] (1995) e Good News Club v. Milford Central School [en] (2001). Além disso, a ADF defende a permissão de orações cristãs em reuniões públicas municipais (como no caso Town of Greece v. Galloway [en]) e o uso de símbolos religiosos, como cruzes e outros monumentos, em prédios públicos e em terras públicas.

#### Religião nas escolas
A ADF argumenta que pais que se opõem à educação sexual por motivos religiosos devem ter o direito de optar por não permitir que seus filhos participem dessa educação. A organização esteve envolvida em diversos casos relacionados à prática religiosa em escolas públicas. Em Good News Club v. Milford Central School (2001), por exemplo, a ADF participou de um caso que levou a Suprema Corte a decidir que clubes religiosos devem ter acesso igualitário ao uso das instalações de escolas públicas.

#### Adoção exclusivamente cristã
Em 2022, a ADF assumiu a defesa de uma agência de adoção cristã do Tennessee que se recusou a trabalhar com pais judeus. O caso, que envolvia uma disputa sobre a lei do Tennessee que permite que organizações religiosas rejeitem candidatos com base em sua fé, foi inicialmente indeferido por motivos técnicos. No entanto, o caso foi apelado ao Tribunal de Apelações do Tennessee, que, em 24 de agosto de 2023, reverteu a decisão do tribunal de primeira instância, concordando que os autores do processo tinham o direito de prosseguir com a ação. O Departamento de Serviços para Crianças do Tennessee, então, solicitou uma revisão do caso pela Suprema Corte do Tennessee.
Em relação a um caso anterior na Carolina do Sul, um porta-voz da ADF expressou apoio a uma agência de adoção evangélica local que rejeitava futuros pais judeus, pessoas LGBTQ, ateus e outros não cristãos. A agência, Miracle Hill Ministries, é a maior organização de adoção e acolhimento da Carolina do Sul e recebe financiamento público. Seu presidente justificou a política de discriminação religiosa, afirmando que “parecemos uma agência de serviço social, mas somos uma comunidade de seguidores de Cristo e nossa fé em Cristo é a parte mais importante de quem somos”. Após uma mulher católica processar a agência por ser rejeitada com base em sua religião, a organização mudou suas regras para permitir que “católicos que endossam a declaração doutrinária da Miracle Hill em crença e prática sirvam como pais adotivos e funcionários”.
A pedido do governador da Carolina do Sul, Henry McMaster [en], o governo Trump concedeu à Miracle Hill uma isenção da lei federal de não discriminação. Um porta-voz da ADF expressou gratidão ao Departamento de Saúde e Serviços Humanos (HHS) e ao estado da Carolina do Sul por conceder a isenção, permitindo que a agência continue a restringir seus serviços de adoção e acolhimento àqueles que endossam crenças evangélicas.

### Oposição aos direitos LGBTQ
Em 2003, a ADF solicitou, sem sucesso, a  recriminalização de atos homossexuais nos Estados Unidos. Na época, a sodomia era crime em todos os estados do país, antes de ser descriminalizada em 1962. A organização apresentou um documento à Suprema Corte apoiando a lei de sodomia do Texas no caso Lawrence v. Texas, que declarou inconstitucionais as leis de sodomia, associando a homossexualidade à pedofilia. A ADF também se opõe ao casamento e às uniões civis entre pessoas do mesmo sexo, além de ser contra a adoção por casais homossexuais, com base na crença de que Deus criou homens, mulheres e famílias de tal maneira que as crianças se desenvolvem melhor em lares com um pai e uma mãe casados.
A ADF prestou apoio jurídico aos réus em dois casos da Suprema Corte relacionados à liberdade religiosa e às leis antidiscriminação do Colorado para empresas de serviços públicos: Masterpiece Cakeshop v. Colorado Civil Rights Commission [en] (2018) e 303 Creative LLC v. Elenis [en] (2022). Nos dois casos, a questão central era se os proprietários de empresas cristãs, de acordo com a lei antidiscriminação, eram obrigados a criar obras com mensagens que defendem a causa LGBT, o que, segundo eles, seria contrário à sua fé cristã. Em 2021, a Suprema Corte recusou-se a considerar um recurso dos advogados da ADF em nome de uma florista que se recusou a servir o casamento de um casal do mesmo sexo. Três dos nove juízes indicaram, porém, disposição para ouvir o caso.
A organização também tem trabalhado internacionalmente para impedir a descriminalização da homossexualidade em países como Jamaica e Belize. A ADF foi mencionada no apoio a uma lei que criminalizava atos sexuais entre pessoas do mesmo sexo em Belize, embora a lei tenha sido considerada inconstitucional em 2016. A ADF negou ter desempenhado um papel ativo no caso. No Reino Unido, a ADF Internacional defendeu a guarda de um filho para a mãe contra a guarda do pai e seu parceiro do mesmo sexo. Além disso, a ADF tem vínculos com o ex-primeiro-ministro da Austrália, Tony Abbott, um oponente declarado da legalização do casamento entre pessoas do mesmo sexo na Austrália, e Abbott fez um discurso para a ADF sobre o casamento em 2016.
A ADF se opõe aos direitos dos transgêneros, com base na crença de que “Deus cria cada pessoa com um sexo biológico imutável – masculino ou feminino [...]”. A organização tem litigado contra as proteções ao emprego de transgêneros, o acesso a banheiros e a participação em esportes para pessoas transgênero. Os membros da ADF também têm sido responsáveis por criar legislações modelo sobre o uso de banheiros nos Estados Unidos, visando restringir o uso de banheiros públicos por pessoas transgênero. Em 2020, a ADF perdeu um caso na Suprema Corte no qual defendeu uma funerária que demitiu um funcionário transgênero. O caso foi o de R.G. & G.R. Harris Funeral Homes Inc. v. Equal Employment Opportunity Commission [en], e a decisão foi favorável ao funcionário transgênero, com a Suprema Corte decidindo por 6 votos a 3.
A ADF também tem trabalhado para impedir que atletas transgêneros pratiquem esportes com o gênero com o qual se identificam, por meio de ações judiciais e lobby junto a legislaturas estaduais. Em abril de 2022, advogados associados à ADF defenderam um professor da Universidade Estadual de Shawnee [en], em Ohio, que se recusou a usar os pronomes preferidos ao se referir a um aluno transgênero. A universidade chegou a um acordo de US$ 400.000 com o professor.
Na Europa, a ADF Internacional apoiou políticas que exigem cirurgia genital obrigatória e esterilização para pessoas transgênero antes de poderem alterar o marcador de gênero em seus documentos de identidade. Contudo, uma decisão do Tribunal Europeu de Direitos Humanos, no caso A.P., Garçon e Nicot v. France, levou países como França, Grécia e Portugal a permitir caminhos não médicos para a mudança de marcador de gênero.
Em junho de 2022, vários grupos que se opõem aos direitos trans, incluindo a ADF, WDI USA, Conselho de Pesquisa da Família [en] e Frente de Libertação das Mulheres, organizaram uma manifestação antitrans em Washington, D.C.
Em junho de 2023, a Suprema Corte dos Estados Unidos decidiu a favor de um autor representado pela ADF no caso 303 Creative LLC v. Elenis. A decisão gerou críticas generalizadas sobre a falta de legitimidade do autor da ação, resultando em vários artigos que desmentiram os argumentos apresentados pelos críticos sobre a legitimidade da autora.

### Oposição ao aborto, ao controle de natalidade e à eutanásia
A ADF tem sido uma opositoras consistentes do aborto e tem litigado para restringir o acesso ao aborto e à contracepção tanto nos Estados Unidos quanto em outros países.
Em 2022, na decisão Dobbs v. Jackson Women's Health Organization, a Suprema Corte dos EUA manteve uma lei do Mississippi que impunha a proibição do aborto após 15 semanas de gestação, sendo a primeira do país a estabelecer essa restrição. A decisão anulou os precedentes de Roe v. Wade (1973) e Planned Parenthood v. Casey (1992). A lei de Mississippi foi baseada na legislação modelo da ADF, que foi especificamente projetada para provocar um desafio legal que seria apelado para o ultraconservador Tribunal de Apelações do Quinto Circuito [en] e, finalmente, para a Suprema Corte. Advogados da ADF integraram a equipe jurídica do Procurador-Geral do Mississippi para defender a proibição. Essa estratégia resultou na revogação do direito legal ao aborto nos Estados Unidos, dando aos estados o poder de restringir ou proibir os cuidados médicos relacionados à interrupção da gravidez. A ADF também tem laços com ao menos uma juíza da Suprema Corte, Amy Coney Barrett.
A ADF representa a Aliança para a Medicina Hipocrática no caso Alliance for Hippocratic Medicine v. US Food and Drug Administration [en], no qual os autores da ação questionam a aprovação da mifepristona pela Agência de Alimentos e Medicamentos dos EUA (FDA), um medicamento frequentemente utilizado em procedimentos de aborto médico.
Outro caso notável foi o Burwell v. Hobby Lobby Stores, Inc. (2014), no qual a ADF questionou a exigência da Affordable Care Act (Lei de Cuidados Acessíveis) para cobrir contraceptivos em planos de saúde patrocinados por empregadores. A Suprema Corte decidiu que a exigência de cobertura de contraceptivos em planos de saúde de empresas de capital fechado violava a Lei de Restauração da Liberdade Religiosa de 1993. Essa decisão criou um precedente importante, permitindo que empresas e indivíduos reivindicassem isenção de leis e regulamentos com base em objeções religiosas. Como resultado, empresas privadas puderam ser isentas da exigência de cobertura de contraceptivos, caso seus proprietários alegassem objeções religiosas.
Em 2014, advogados da ADF também representaram pais que exigiram que escolas públicas removesse de um livro didático de biologia as seções que mencionavam o aborto e as doenças sexualmente transmissíveis.

#### Trabalho internacional contra o aborto
A ADF tem liderado uma campanha internacional com o objetivo de influenciar e restringir o direito ao aborto. A organização defende que profissionais de saúde têm o direito de se recusar a realizar abortos ou outras práticas que considerem moralmente questionáveis. A ADF tem apoiado causas contra o aborto em diversos países, incluindo Irlanda, El Salvador, Colômbia, Polônia e Suécia. No Reino Unido, o grupo tem se oposto à criação de zonas de proteção em torno de clínicas de aborto.
Na Suécia, a parteira Ellinor Grimmark processou a província de Jönköping por discriminação, alegando que foi recusada para um emprego porque, com base em sua "liberdade de consciência", se recusava a administrar a pílula do dia seguinte, realizar abortos ou inserir DIUs de cobre. Ela perdeu sua audiência no Ombudsman de Discriminação e no tribunal distrital de Jönköping. O caso foi levado ao Tribunal do Trabalho da Suécia em 2017, com a ajuda jurídica e financeira da ADF. Ruth Nordström, a advogada de Grimmark, era parceira registrada da ADF, e tanto Grimmark quanto Nordström participaram de campanhas de marketing da ADF. Nordström também co-escreveu um artigo de opinião contra o direito ao aborto com um representante da ADF para a Sveriges Television, a emissora pública nacional da Suécia.

#### Campanhas contra o suicídio assistido
A ADF tem se oposto à legalização da eutanásia voluntária no Reino Unido e contestado o direito à eutanásia na Bélgica, incluindo o recurso à Corte Europeia de Direitos Humanos. A ADF Índia também tem se envolvido em campanhas contra o suicídio assistido e a eutanásia.

### Casos de restrição da COVID-19
A ADF se opôs a várias medidas governamentais adotadas para conter a disseminação da COVID-19, tanto nos Estados Unidos quanto em outros países. Nos EUA, a ADF se uniu ao The Daily Wire em um desafio legal contra o mandato de vacina da OSHA, imposto pelo governo Biden. Em Uganda, a ADF colaborou com uma organização libertária do Texas para apoiar uma campanha visando a eliminação das restrições a grandes reuniões, implementadas pelo governo para reduzir a propagação do vírus. A ADF apresentou contestações legais contra as regulamentações do governo ugandense relacionadas a essas reuniões.
Na Escócia, a ADF também contestou as regulamentações sobre grandes reuniões, argumentando que as medidas eram injustas para os grupos religiosos. A ação judicial apoiada pela ADF foi vitoriosa no tribunal superior da Escócia. No entanto, uma pesquisa encomendada pela Humanist Society revelou que mais de três quartos dos escoceses eram contrários à reabertura das igrejas, e a Igreja da Escócia se distanciou da ação legal, afirmando que aceitava as medidas para evitar a disseminação do coronavírus.

### Divulgação de doadores sem fins lucrativos
Em relação à transparência financeira, na decisão da Suprema Corte dos EUA Americans for Prosperity Foundation v. Bonta (2021), a ADF argumentou que organizações sem fins lucrativos não deveriam ser obrigadas a divulgar as identidades de seus doadores nas declarações fiscais do estado da Califórnia. A lei exigia que as organizações listassem os doadores que contribuíam com mais de US$ 5.000 ou 2% do total de doações em um ano. A ADF obteve uma vitória significativa, com o tribunal declarando a lei de divulgação inconstitucional.

## Outras atividades

### Bolsa de Estudos Jurídicos Blackstone
A Bolsa de Estudos Jurídicos Blackstone, nomeado em homenagem ao jurista inglês William Blackstone, é o programa de treinamento jurídico de verão da ADF, fundado em 2000. Seu objetivo é preparar estudantes de direito cristãos para carreiras jurídicas profissionais. A primeira turma contou com 24 estagiários. O programa é composto por uma seleção diversificada de estudantes de faculdades de direito, incluindo instituições de destaque como Harvard e Yale. Amy Coney Barrett, atual juíza associada da Suprema Corte dos Estados Unidos, foi palestrante do programa Blackstone em cinco ocasiões, entre 2013 e 2017.

### Campanhas públicas
Em 2003, a ADF lançou o "Projeto Natal", com o objetivo de promover a celebração do Natal nas escolas públicas e desencorajar a comemoração de feriados não cristãos. A campanha anual visava impedir que os distritos escolares realizassem celebrações de feriados seculares, que a organização classificava como “censura do Natal”. Em seu comunicado à imprensa, a ADF destacou a União Americana pelas Liberdades Civis (ACLU) como um dos principais alvos da campanha. Até 2004, a ADF havia contatado 3.600 distritos escolares para informá-los de que a Constituição não os obrigava a realizar celebrações de feriados que incluíssem todas as religiões.
Em 2005, a ADF e a Focus on the Family começaram a patrocinar um contraprotesto chamado "Dia da Verdade" (mais tarde renomeado para "Dia do Diálogo"), em oposição ao "Dia do Silêncio", evento anual destinado a promover a conscientização sobre o bullying e o assédio contra pessoas LGBT nas escolas. A ADF afirmou que 1.100 alunos de 350 escolas participaram do evento, que a organização anunciou como uma resposta à “agenda homossexual”.

### Atividade política da igreja e isenção de impostos
Em 2008, a ADF lançou o primeiro Pulpit Freedom Sunday (Domingo da Liberdade do Púlpito) para incentivar pastores cristãos a fazerem declarações e endossos políticos em seus sermões, desafiando a proibição de endossos políticos por organizações sem fins lucrativos 501(c)(3), de acordo com a Emenda Johnson de 1954. Embora o endosso político por pastores não seja amplamente aceito na comunidade evangélica — com muitos pastores se opondo a essa prática — o evento procurou reverter a restrição imposta pela Emenda Johnson.
O Pulpit Freedom Sunday é uma iniciativa que visa derrubar a Emenda Johnson [en], que restringe a atividade política por organizações sem fins lucrativos isentas de impostos, incluindo muitas igrejas. De acordo com o The New York Times, a campanha da ADF é “talvez seu esforço mais agressivo”. No primeiro ano, cerca de 35 pastores participaram, considerando o evento um ato de desobediência civil, ao endossar candidatos políticos em seus sermões e desafiar as normas da Receita Federal (IRS). Em Minnesota, o Reverendo Gus Booth incentivou sua congregação a votar em John McCain em vez de Barack Obama. Em 2014, o número de participantes aumentou para cerca de 1.800 pastores, e o IRS indicou que intensificaria a aplicação da Emenda Johnson.

## Recepção
As principais preocupações da ADF têm sido a oposição ao aborto e aos direitos das pessoas LGBTQ+. Vários membros fundadores escreveram livros abordando suas críticas à homossexualidade, como o presidente de longa data Alan Sears, autor de The Homosexual Agenda (2003), e Marlin Malloux, autor de Answers to the Gay Deception (1994). D. James Kennedy rejeitou o casamento entre pessoas do mesmo sexo, considerando-o "falsificado", e também promoveu a terapia de conversão, considerada pseudocientífica, enquanto ajudava a lançar um ministério com o objetivo de ajudar pessoas a “superar” a homossexualidade.
Alguns críticos do Pulpit Freedom Sunday expressaram preocupações sobre a permissão para que igrejas endossem políticos, temendo que isso poderia resultar na ocultação de doadores políticos, que obteriam incentivos fiscais por suas doações. Diferentemente de outras organizações sem fins lucrativos, as igrejas não são obrigadas a fazer divulgações financeiras, o que permitiria que as igrejas atuassem como canais para doações anônimas, também conhecidas como “dinheiro obscuro”.
O Centro de Direito da Pobreza do Sul (SPLC) listou a ADF como um grupo extremista de ódio anti-LGBTQ+ em 2016. A decisão de incluí-la foi tomada pela liderança do SPLC. O SPLC justificou a inclusão da ADF na lista devido ao fato de o grupo ter apresentado um relatório de amicus curiae no caso Lawrence v. Texas (2003), no qual apoiava a criminalização de atos sexuais consensuais entre pessoas do mesmo sexo. A SPLC descreveu a ADF como “virulentamente anti-gay” e afirmou que a missão da organização seria “tornar a vida o mais difícil possível para as comunidades LGBTQ+ nos EUA e internacionalmente”. A ADF se opôs à inclusão na lista, com o conselheiro sênior Jeremy Tedesco chamando a decisão de “um estrangulamento sobre grupos conservadores e religiosos que restringe nossa capacidade de simplesmente expressar nossa opinião”. O fundador da ADF, Michael Farris, qualificou a designação como “difamação preocupante” e “calúnia”.
Em julho de 2017, o procurador-geral dos EUA, Jeff Sessions, participou da Cúpula sobre Liberdade Religiosa da ADF, elogiando a organização ao afirmar: “Embora seus clientes variem de pastores a freiras e geólogos, todos nós nos beneficiamos de seu bom trabalho”. Sua participação foi criticada por grupos de direitos LGBTQ+, com a imprensa, como o BuzzFeed News, destacando a crescente influência da ADF dentro do governo federal, atribuindo-a ao apoio de Sessions.
Em relação aos esforços de legislação antitrans promovidos pela ADF, organizações como a GLAAD e a Campanha de Direitos Humanos (HRC) afirmaram que a ADF representa "um perigo para todos os americanos que valorizam suas liberdades" e está "em conluio com outros grupos extremistas para oprimir pessoas marginalizadas". Sarah Kate Ellis, presidente e diretora executiva da GLAAD, declarou: “A obsessão da ADF em atacar pessoas LGBTQ é preocupante e está drasticamente desconectada da maioria dos americanos, que apoiam os direitos das pessoas LGBTQ e as leis que nos protegem da discriminação”. A HRC descreveu a ADF como "um inimigo feroz e virulento da igualdade". Em 2022, a ADF foi responsável por pelo menos 130 projetos de lei em 34 estados, dos quais mais de 30 foram transformados em lei.

## Pessoas associadas
As seguintes pessoas são atualmente ou já foram afiliadas ou associadas à ADF:
- Tony Abbott, ex-primeiro-ministro da Austrália;[91]
- William Barr, ex-procurador-geral dos EUA durante os governos de George H. W. Bush e Donald Trump, ganhador do Prêmio ADF em 2021;[20]
- Amy Coney Barrett, juíza associada da Suprema Corte dos EUA, palestrante remunerada na Bolsa de Estudos Jurídicos Blackstone;[10][17]
- Bill Bright, fundador da Cruzada do Campus para Cristo e da ADF;[165]
- J. Budziszewski, professor, membro do conselho consultivo da Blackstone;[166]
- Larry Burkett, fundador da Crown Financial Ministries e da ADF;[167]
- Paul Coleman, diretor executivo da ADF Internacional;[168]
- Chapman B. Cox, ex-conselheiro geral do Departamento de Defesa dos EUA, presidente emérito da ADF;[169]

- Marjorie Dannenfelser [en], presidente da Susan B. Anthony América Pró-Vida e membro do Conselho da ADF;[169]
- James Dobson, fundador da organização Foco na família e da ADF;[170]
- Kyle Duncan [en], juiz nomeado por Trump para o Tribunal de Apelações do Quinto Circuito, palestrante da ADF em 2007, 2008 e 2009;[171]
- Michael Farris, presidente e CEO da ADF de 2017 a 2022;[46]
- David A. French, colunista do The New York Times, ex-conselheiro sênior da ADF, ex-jornalista da National Review e do The Dispatch [en];[172]
- Robert P. George, acadêmico jurídico, membro do Conselho Consultivo da Blackstone;[166]
- Mary Ann Glendon, ex-embaixadora dos EUA na Santa Sé, membro do Conselho Consultivo da Blackstone[166]

- Erin Hawley, advogada sênior da ADF (esposa do senador Josh Hawley);[22]
- Josh Hawley, senador dos EUA pelo Missouri, ex-membro da Blackstone Fellowship (cônjuge de Erin Hawley);[21]
- Mike Johnson, ex-advogado da ADF, Presidente da Câmara dos Deputados dos EUA (Representante de Louisiana);[13]
- Michael J. Juneau, juiz do Tribunal Distrital dos EUA, Distrito Ocidental da Louisiana;[173]
- D. James Kennedy, fundador do Ministérios de Coral Ridge e da ADF;[174]
- Marlin Maddoux, presidente da International Christian Media e fundador da ADF;[175]
- Edwin Meese [en], ex-Procurador Geral dos Estados Unidos, membro do Conselho Consultivo da Blackstone;[166]

- Mike Pence, ex-vice-presidente dos EUA; nomeou o ex-presidente da ADF Michael Farris para seu Conselho Consultivo Advancing American Freedom;[166][176]
- William Pew, cofundador da ADF;[166]
- Charles W. Pickering, ex-juiz do Tribunal de Apelações do Quinto Circuito, membro do Conselho da ADF;[169]
- Charles E. Rice, acadêmico de direito, membro do Conselho Consultivo da Blackstone;[166]
- Allison Jones Rushing [en], juíza do Tribunal de Apelações do Quarto Circuito;[177][178]
- Andrew Sandlin, ministro cristão, membro do corpo docente da Blackstone;[166]
- Alan Seabaugh [en], membro da legislatura de Louisiana, advogado aliado da ADF;[179]

- Alan Sears, advogado, fundador e primeiro presidente e CEO da ADF;[180]
- Jeff Sessions, ex-Procurador Geral dos EUA no governo de Donald Trump e Senador dos EUA pelo Alabama;[11][19]
- Brantley Starr [en], juiz distrital dos Estados Unidos do Tribunal Distrital dos EUA para o Distrito Norte do Texas;[181]
- Ken Starr, juiz e conselheiro independente no impeachment de Clinton, membro do Conselho Consultivo da Suprema Corte da ADF;[182]
- Lawrence VanDyke [en], juiz federal do Nono Circuito, ex-estagiário jurídico da ADF e palestrante de treinamento de estudantes de direito;[183]
- Kristen Waggoner, Presidente e CEO da ADF a partir de 2022;[184]
- Doug Wardlow [en], ex-legislador de Minnesota, ex-advogado da ADF.[185][186]

## Referência
1. ↑  «Alliance Defending Freedom». Bloomberg Markets. Consultado em 19 de fevereiro de 2025. Cópia arquivada em 21 de março de 2023
2. 1 2  «ALLIANCE DEFENDING FREEDOM». SCC efile. Consultado em 19 de fevereiro de 2025. Cópia arquivada em 18 de setembro de 2016
3. 1 2 3 4  «Form 990 for period ending June 2008» [Formulário 990 para o período encerrado em junho de 2008]. ProPublica (em inglês). Consultado em 19 de fevereiro de 2025. Cópia arquivada em 26 de outubro de 2022
4. 1 2 3 4 5 6 7  «Alliance Defending Freedom». SPLC. Consultado em 19 de fevereiro de 2025
5. ↑  Bennett, Daniel (19 de setembro de 2017). «Masterpiece Cakeshop: Meet the Christian Legal Group Behind the High-Profile Court Case» [Masterpiece Cakeshop: Conheça o grupo jurídico cristão por trás do processo judicial de alto nível]. Religion and Politics (em inglês). Consultado em 19 de fevereiro de 2025. Cópia arquivada em 22 de novembro de 2017
6. 1 2 3  «Alliance Defending Freedom». MTSU. Consultado em 19 de fevereiro de 2025. Cópia arquivada em 1 de dezembro de 2021
7. ↑  «About us» [Sobre nós]. ADF International (em inglês). Consultado em 19 de fevereiro de 2025. Cópia arquivada em 22 de março de 2022
8. ↑  Roach, David (27 de julho de 2022). «Religious Liberty Firm Goes Global with 1,500 International Cases» [Empresa de liberdade religiosa se torna global com 1.500 casos internacionais]. Christianity Today (em inglês). Consultado em 19 de fevereiro de 2025
9. 1 2  Bennett, Daniel (2017). Defending Faith: The Politics of the Christian Conservative Legal Movement [Defendendo a fé: A política do movimento jurídico conservador cristão] (em inglês). [S.l.]: University Press of Kansas. ISBN 978-0700624607
10. 1 2 3 4 5  Brown, Emma (27 de setembro de 2020). «Amy Coney Barrett, Supreme Court nominee, spoke at program founded to inspire a 'distinctly Christian worldview in every area of law'» [Amy Coney Barrett, indicada para a Suprema Corte, discursou em um programa fundado para inspirar uma “visão de mundo distintamente cristã em todas as áreas do direito]. The Washington Post (em inglês). Consultado em 19 de fevereiro de 2025. Cópia arquivada em 13 de março de 2022
11. 1 2 3 4  Holden, Dominic (5 de dezembro de 2017). «How This Anti-Trump Evangelical Is Quietly Taking Advantage of The Trump Presidency» [Como este evangélico anti-Trump está discretamente tirando proveito da presidência de Trump]. BuzzFeed (em inglês). Consultado em 19 de fevereiro de 2025. Cópia arquivada em 15 de janeiro de 2018
12. 1 2 3 4 5 6  Eckholm, Erik (11 de maio de 2014). «Legal Alliance Gains Host of Court Victories for Conservative Christian Movement» [Legal Alliance obtém uma série de vitórias judiciais para o movimento cristão conservador]. The New York Times (em inglês). Consultado em 19 de fevereiro de 2025. Cópia arquivada em 22 de janeiro de 2018
13. 1 2  Quinn, Melissa (25 de outubro de 2023). «Mike Johnson elected House speaker with unanimous GOP support, ending weeks of chaos» [Mike Johnson foi eleito presidente da Câmara com apoio unânime do Partido Republicano, encerrando semanas de caos]. CBS News (em inglês). Consultado em 19 de fevereiro de 2025
14. ↑  «Congressman Mike Johnson Elected Speaker of the House» [O congressista Mike Johnson foi eleito presidente da Câmara]. House (em inglês). Consultado em 19 de fevereiro de 2025
15. 1 2  Smith, Peter (27 de outubro de 2023). «Christian right cheers new House speaker, conservative evangelical Mike Johnson, as one of their own» [A direita cristã aplaude o novo presidente da Câmara, o evangélico conservador Mike Johnson, como um dos seus]. Texarkana Gazette (em inglês). Consultado em 19 de fevereiro de 2025
16. ↑  Pauly, Madison (26 de outubro de 2023). «Mike Johnson's Long Flirtation With Christian Nationalism» [O longo flerte de Mike Johnson com o nacionalismo cristão]. Mother Jones (em inglês). Consultado em 19 de fevereiro de 2025
17. 1 2 3  Holden, Emily (5 de outubro de 2020). «Leader of non-profit labeled 'hate group' attended White House Amy Coney Barrett event» [Líder de organização sem fins lucrativos rotulada como “grupo de ódio” compareceu a evento de Amy Coney Barrett na Casa Branca]. The Guardian (em inglês). Consultado em 19 de fevereiro de 2025
18. ↑  Brigham, Bob (10 de abril de 2021). «Mike Pence caught quietly adding hate group leader to his new organization's advisory board» [Mike Pence é flagrado adicionando discretamente um líder de grupo de ódio ao conselho consultivo de sua nova organização]. Salon (em inglês). Consultado em 19 de fevereiro de 2025
19. 1 2 3  Jarrett, Laura (13 de julho de 2017). «Sessions reveals in closed-door speech new protections for religious liberty on the way» [Sessions revela em discurso a portas fechadas que novas proteções para a liberdade religiosa estão a caminho]. CNN (em inglês). Consultado em 19 de fevereiro de 2025
20. 1 2  «William Barr is a Friend of Freedom» [William Barr é amigo da liberdade]. ADEF (em inglês). Consultado em 19 de fevereiro de 2025. Cópia arquivada em 20 de março de 2022
21. 1 2  Fenske, Sarah (29 de junho de 2018). «As a Mizzou Prof, Josh Hawley Took Money from Anti-Gay 'Alliance Defending Freedom'» [Como professor da Mizzou, Josh Hawley recebeu dinheiro da 'Alliance Defending Freedom' antigay]. River Front Times (em inglês). Consultado em 19 de fevereiro de 2025. Cópia arquivada em 28 de setembro de 2018
22. 1 2  «Erin M. Hawley». The Federalist Society. Consultado em 19 de fevereiro de 2025. Cópia arquivada em 30 de setembro de 2022
23. ↑  «Inside the Christian legal powerhouse that keeps winning at the Supreme Court» [Por dentro da potência jurídica cristã que continua vencendo na Suprema Corte]. The Washginton Post (em inglês). 4 de julho de 2018. Consultado em 19 de fevereiro de 2025
24. 1 2  «Who we are» [Quem somos]. ADFLEGAL (em inglês). Consultado em 19 de fevereiro de 2025
25. ↑  «WebOps platform Pantheon defends hosting "hate groups" as developers quit» [A plataforma WebOps Pantheon defende a hospedagem de “grupos de ódio” quando os desenvolvedores se demitem]. Ars Technica (em inglês). 27 de abril de 2023. Consultado em 19 de fevereiro de 2025
26. ↑  «Conservative groups draw up plan to dismantle the US government and replace it with Trump's vision» [Grupos conservadores elaboram plano para desmantelar o governo dos EUA e substituí-lo pela visão de Trump]. AP News (em inglês). 29 de agosto de 2023. Consultado em 19 de fevereiro de 2025
27. 1 2  Avery, Dan (17 de fevereiro de 2021). «State anti-transgender bills represent coordinated attack, advocates say» [Projetos de lei estaduais contra transgêneros representam um ataque coordenado, dizem os defensores]. NBC (em inglês). Consultado em 19 de fevereiro de 2025
28. 1 2  Amend, Alex (27 de julho de 2017). «Anti-LGBT Hate Group Alliance Defending Freedom Defended State-Enforced Sterilization for Transgender Europeans» [O grupo de ódio anti-LGBT Alliance Defending Freedom defendeu a esterilização forçada pelo Estado para europeus transgêneros]. SPLC (em inglês). Consultado em 19 de fevereiro de 2025
29. 1 2 3  O'Hara, Mary (8 de abril de 2017). «This Law Firm Is Linked to Anti-Transgender Bathroom Bills Across the Country» [Este escritório de advocacia está ligado a projetos de lei contra banheiros transgêneros em todo o país]. NBC (em inglês). Consultado em 19 de fevereiro de 2025
30. ↑  Coronel, Joyce (6 de julho de 2017). «Scottsdale couple receive Church's highest honor for laity» [Casal de Scottsdale recebe a maior honraria da Igreja para leigos]. Catholic Sun (em inglês). Consultado em 19 de fevereiro de 2025
31. ↑  McFeely, Tom (18 de janeiro de 2012). «Alliance Defense Fund's Chief Convert» [Chefe de conversão do Fundo de Defesa da Aliança]. NC Register (em inglês). Consultado em 19 de fevereiro de 2025. Cópia arquivada em 14 de outubro de 2017
32. ↑  Sears, Alan; Osten, Craig (2005). The ACLU Vs America: Exposing the Agenda to Redefine Moral Values [A ACLU contra os Estados Unidos: Expondo a agenda para redefinir os valores morais] (em inglês). [S.l.]: B&H Publishing Group. ISBN 9780805440454
33. ↑  «Alliance Defense Fund now Alliance Defending Freedom» [Fundo de Defesa da Aliança, agora Aliança em Defesa da Liberdade]. ADFLegal (em inglês). 9 de julho de 2012. Consultado em 19 de fevereiro de 2025. Cópia arquivada em 12 de junho de 2017
34. ↑  O'Malley, Nick (26 de janeiro de 2016). «Inside the Alliance Defending Freedom, the 'gay-hate' group hosting Tony Abbott» [Por dentro da Alliance Defending Freedom, o grupo de “ódio aos gays” que hospeda Tony Abbott]. The Sydney Morning Herald (em inglês). Consultado em 19 de fevereiro de 2025
35. ↑  «Montini: Business wants to use religion to discriminate against same-sex couples» [Montini: Empresas querem usar a religião para discriminar casais do mesmo sexo]. AZ Central (em inglês). 8 de junho de 2016. Consultado em 19 de fevereiro de 2025
36. ↑  Stewart, Katherine (11 de julho de 2022). «How Leonard Leo Became the Power Broker of the American Right» [Como Leonard Leo se tornou o agente de poder da direita americana]. The New Republic (em inglês). Consultado em 19 de fevereiro de 2025
37. 1 2  Sherry, Allison (5 de dezembro de 2017). «Who Is The Alliance Defending Freedom, The Legal Team Behind Masterpiece Cakeshop?» [Quem é a Aliança Defendendo a Liberdade, a equipe jurídica por trás da Masterpiece Cakeshop?]. CPR (em inglês). Consultado em 19 de fevereiro de 2025
38. ↑  «BURWELL v. HOBBY LOBBY STORES, INC.». Cornell Law. Consultado em 19 de fevereiro de 2025. Cópia arquivada em 29 de junho de 2022
39. ↑  Mears, Bill (30 de junho de 2014). «A Mennonite family's fight over Obamacare reaches Supreme Court» [A luta de uma família menonita contra o Obamacare chega à Suprema Corte]. CNN (em inglês). Consultado em 19 de fevereiro de 2025
40. 1 2  «ADF Names Michael P. Farris as New CEO» [ADF nomeia Michael P. Farris como novo CEO]. ADFLegal (em inglês). Consultado em 19 de fevereiro de 2025. Cópia arquivada em 12 de janeiro de 2017
41. ↑  Stengel, Richard (24 de junho de 2001). «Sex Busters» [Caçadores de Sexo]. Time (em inglês). Consultado em 19 de fevereiro de 2025. Cópia arquivada em 23 de julho de 2022
42. ↑  «MEESE COMMISSION» [COMISSÃO MEESE]. Encyclopedia.com (em inglês). Consultado em 19 de fevereiro de 2025. Cópia arquivada em 19 de março de 2022
43. ↑  «I helped start the Moral Majority, and Trump's the opposite of what we want» [Ajudei a fundar a Moral Majority, e Trump é o oposto do que queremos]. Tulsa World (em inglês). 5 de julho de 2016. Consultado em 19 de fevereiro de 2025
44. ↑  «Bill of Complaint, STATE OF A, Plaintiff, v. COMMONWEALTH OF PENNSYLVANIA, STATE OF, STATE OF ARIZONA, STATE OF GEORGIA, STATE OF MICHIGAN, STATE OF MINNESOTA, STATE OF NEVADA, AND STATE OF WISCONSI» [Agravo de Instrumento, ESTADO DE A, Autor, v. COMMONWEALTH OF PENNSYLVANIA, ESTADO DE, ESTADO DE ARIZONA, ESTADO DE GEORGIA, ESTADO DE MICHIGAN, ESTADO DE MINNESOTA, ESTADO DE NEVADA, E ESTADO DE WISCONSIN] (PDF) (em inglês)
45. ↑  «Christian Conservative Lawyer Had Secretive Role in Bid to Block Election Result» [Advogado conservador cristão teve papel secreto na tentativa de bloquear o resultado das eleições]. The New York Times (em inglês). 7 de outubro de 2021. Consultado em 19 de fevereiro de 2025. Cópia arquivada em 7 de outubro de 2021
46. 1 2  «ADF names new president, CEO» [ADF nomeia novo presidente e CEO]. ADFLegal (em inglês). 19 de agosto de 2022. Consultado em 19 de fevereiro de 2025. Cópia arquivada em 4 de outubro de 2022
47. ↑  «A.P. Garçon Nicot v. France, APPLICATION NOS: 79885/12 52471/13, 52596/13» [A.P. Garçon Nicot c. França, APELAÇÕES N.ºs: 79885/12 52471/13, 52596/13] (PDF). European Court of Human Rights Fifth Section (em inglês). Consultado em 19 de fevereiro de 2025
48. 1 2 3  Provost, Claire (13 de dezembro de 2017). «Christian 'legal army' in hundreds of court battles worldwide» [“Exército legal” cristão em centenas de batalhas judiciais em todo o mundo]. Open Democracy (em inglês). Consultado em 19 de fevereiro de 2025
49. 1 2 3  «US fundamentalists spent £38m on European politics» [Os fundamentalistas americanos gastaram 38 milhões de libras na política europeia]. The Guardian (em inglês). 28 de março de 2019. Consultado em 19 de fevereiro de 2025
50. 1 2 3  «Profile of registrant» [Perfil do registante]. EC Transparency Register (em inglês). Consultado em 19 de fevereiro de 2025. Cópia arquivada em 19 de março de 2022
51. 1 2  «ADF India». ADF India. Consultado em 19 de fevereiro de 2025. Cópia arquivada em 6 de março de 2023
52. ↑  «Our International Engagement» [Nosso compromisso internacional]. ADF International (em inglês). Consultado em 19 de fevereiro de 2025
53. ↑  «ADF International Belgium» [ADF Internacional Bélgica]. LobbyFacts (em inglês). Consultado em 19 de fevereiro de 2025
54. ↑  «Exempt Organizations Select Check» [Organizações isentas Selecione o cheque]. IRS (em inglês). Consultado em 19 de fevereiro de 2025. Cópia arquivada em 2 de julho de 2017
55. ↑  «ALLIANCE DEFENDING FREEDOM». ProPublica. Consultado em 19 de fevereiro de 2025. Cópia arquivada em 25 de abril de 2022
56. ↑  «Full text of "Full Filing" for fiscal year ending June 2021» [Texto completo do “Full Filing” para o ano fiscal que termina em junho de 2021]. ProPublcia (em inglês). Consultado em 19 de fevereiro de 2025. Cópia arquivada em 6 de março de 2023
57. ↑  Perez, Andrew (2 de junho de 2023). «The Far Right Is Funding Evangelical Super Bowl Sunday Ads» [A extrema direita está financiando os anúncios evangélicos do Super Bowl Sunday]. Jacobin (em inglês). Consultado em 19 de fevereiro de 2025
58. ↑  Stroop, Chrissy (21 de março de 2022). «Behind the Inclusive-Sounding Ads of this $100 Million PR-Blitz-for-Jesus it's the Same Old Conservative Christian Fantasy» [Por trás dos anúncios que parecem inclusivos dessa campanha de 100 milhões de dólares de relações públicas para Jesus, está a mesma velha fantasia cristã conservadora]. Religion Dispatches (em inglês). Consultado em 19 de fevereiro de 2025
59. ↑  Baer, Maria (11 de março de 2022). «$100M Ad Campaign Aims to Make Jesus the 'Biggest Brand in Your City'» [Campanha publicitária de US$ 100 milhões visa tornar Jesus a “maior marca da sua cidade]. Christianity Today (em inglês). Consultado em 19 de fevereiro de 2025
60. 1 2  «16 of the biggest controversies in Hobby Lobby's 50-year history — from denying contraceptives for employees to illegally smuggling ancient tablets» [16 das maiores controvérsias nos 50 anos de história da Hobby Lobby - desde a recusa de contraceptivos para funcionários até o contrabando ilegal de tabletes antigos]. Business Insider (em inglês). 21 de outubro de 2022. Consultado em 19 de fevereiro de 2025
61. 1 2  Willinghan, AJ (13 de fevereiro de 2023). «The truth behind the 'He Gets Us' ads for Jesus airing during the Super Bowl» [A verdade por trás das propagandas “He Gets Us” para Jesus, exibidas durante o Super Bowl]. CNN (em inglês). Consultado em 19 de fevereiro de 2025
62. 1 2  Wright, Matthew (11 de fevereiro de 2024). «Billionaire family aims to convert Super Bowl fans with 'haters' campaign» [Família bilionária quer converter os torcedores do Super Bowl com campanha “haters]. The Mirror (em inglês). Consultado em 19 de fevereiro de 2025
63. ↑  «Home». The Boltshouse Foundation. Consultado em 19 de fevereiro de 2025. Cópia arquivada em 22 de abril de 2017
64. ↑  (Stewart 2022, p. 84,  255)
65. ↑  Posner, Sarah (1 de abril de 2007). «The Legal Muscle Leading the Fight to End the Separation of Church and State» [O músculo jurídico que lidera a luta para acabar com a separação entre a Igreja e o Estado]. The Washington Spertator (em inglês). Consultado em 19 de fevereiro de 2025. Cópia arquivada em 31 de agosto de 2007
66. ↑  «Statement of Faith» [Testemunho de fé]. The Bolthouse Foundation (em inglês). Consultado em 19 de fevereiro de 2025. Cópia arquivada em 30 de maio de 2017
67. ↑  Curtis, Polly; Quinn, Ben (2 de setembro de 2011). «Abortion debate: Dorries campaign urged to reveal how it is funded» [Debate sobre o aborto: Campanha de Dorries é instada a revelar como é financiada]. The Guardian (em inglês). Consultado em 19 de fevereiro de 2025
68. ↑  Armiak, David (29 de novembro de 2021). «Koch Spent Nearly $150 Million in 2020 to Extend His Influence and Promote His Agenda» [Koch gastou quase US$ 150 milhões em 2020 para ampliar sua influência e promover sua agenda]. Exposed by CMD (em inglês). Consultado em 19 de fevereiro de 2025
69. ↑  «A Vancouver Charity is Funding a Group Backing North Carolina's Anti-Transgender "Bathroom Bill"» [Uma instituição de caridade de Vancouver está financiando um grupo que apoia a “lei dos banheiros” antitransgêneros da Carolina do Norte]. WWeek (em inglês). Consultado em 19 de fevereiro de 2025. Cópia arquivada em 13 de abril de 2016
70. ↑  Hagerty, Barbara (6 de maio de 2005). «ADF a Force Behind Conservative Court Victories» [ADF é a força por trás das vitórias do Tribunal Conservador]. NPR (em inglês). Consultado em 20 de fevereiro de 2025
71. ↑  Stashenko, Joel (3 de fevereiro de 2009). «Conservative Christian Group Targets New York» [Grupo cristão conservador tem como alvo Nova York]. Law (em inglês). Consultado em 20 de fevereiro de 2025
72. ↑  Whetsone, Tyler (19 de janeiro de 2022). «Tennessee-based adoption agency refuses to help couple because they're Jewish» [Agência de adoção sediada no Tennessee se recusa a ajudar casal por serem judeus]. Knox News (em inglês). Consultado em 20 de fevereiro de 2025
73. ↑  Hauser, Christine (22 de janeiro de 2022). «Tennessee-based adoption agency refuses to help couple because they're Jewish» [Agência de adoção sediada no Tennessee se recusa a ajudar casal por serem judeus]. The New York TImes (em inglês). Consultado em 20 de fevereiro de 2025
74. ↑  «Lawsuit: Tennessee adoption agency turned away Jewish couple» [Processo judicial: Agência de adoção do Tennessee rejeitou casal judeu]. Ap News (em inglês). 20 de janeiro de 2022. Consultado em 20 de fevereiro de 2025
75. ↑  Yang, Maya (22 de janeiro de 2022). «Tennessee Jewish couple sues state after Christian adoption agency denies them services» [Casal judeu do Tennessee processa o estado depois que uma agência cristã de adoção lhes nega serviços]. The Guardian (em inglês). Consultado em 20 de fevereiro de 2025
76. ↑  Mattise, Jonathan (5 de julho de 2022). «Judges dismiss Jewish couple's suit alleging adoption bias» [Juízes rejeitam ação de casal judeu alegando preconceito na adoção]. Ap News (em inglês). Consultado em 20 de fevereiro de 2025
77. ↑  «Rutan-Ram v. Tennessee Department of Children's Services». Americans United. Consultado em 20 de fevereiro de 2025. Cópia arquivada em 24 de julho de 2022
78. 1 2  «I Was Barred From Becoming a Foster Parent Because I Am Jewish» [Fui impedido de me tornar um pai adotivo por ser judeu]. 5TJT (em inglês). 7 de fevereiro de 2019. Consultado em 20 de fevereiro de 2025
79. 1 2  Smith, Tim (23 de outubro de 2018). «Religious freedom or discrimination? Anti-Defamation League fights Miracle Hill request» [Liberdade religiosa ou discriminação? A Liga Anti-Difamação luta contra o pedido de Miracle Hill]. Greenville News (em inglês). Consultado em 20 de fevereiro de 2025
80. ↑  Posner, Sarah (15 de junho de 2018). «South Carolina Sought an Exemption to Allow a Foster-Care Agency to Discriminate Against Non-Christians» [A Carolina do Sul buscou uma isenção para permitir que uma agência de cuidados adotivos discriminasse os não cristãos]. The Nation (em inglês). Consultado em 20 de fevereiro de 2025
81. ↑  Davis, Angelia (23 de janeiro de 2019). «Miracle Hill gets religious exemption to provide foster care in SC despite complaints» [Miracle Hill obtém isenção religiosa para oferecer assistência social em SC, apesar das reclamações]. Greenville News (em inglês). Consultado em 20 de fevereiro de 2025
82. ↑  «Miracle Hill Ministries Changes Rule, Accepts Catholic Foster Parents» [Miracle Hill Ministries muda regra e aceita pais adotivos católicos]. NC Register (em inglês). 24 de julho de 2019. Consultado em 20 de fevereiro de 2025
83. ↑  Richardson, Valerie (28 de janeiro de 2019). «Miracle Hill Ministries foster care targeted in religious-freedom fight» [O orfanato Miracle Hill Ministries é alvo de uma briga por liberdade religiosa]. The Washington Times (em inglês). Consultado em 20 de fevereiro de 2025
84. ↑  «Christian adoption agencies to US Supreme Court: Let us help children find loving homes» [Agências cristãs de adoção para a Suprema Corte dos EUA: Deixe-nos ajudar as crianças a encontrar lares amorosos]. ADFLegal (em inglês). 3 de junho de 2020. Consultado em 20 de fevereiro de 2025
85. ↑  «Perhaps the most significant of these threats is the deceptively named Equality Act.» [Talvez a mais significativa dessas ameaças seja a Lei da Igualdade, que tem um nome enganoso.]. ADFChurch Alliance (em inglês). Consultado em 20 de fevereiro de 2025. Cópia arquivada em 3 de abril de 2022
86. ↑  «U.S. Supreme Court rebuffs appeal by florist who spurned gay couple» [Suprema Corte dos EUA rejeita recurso de florista que rejeitou casal gay]. Reuters (em inglês). 2 de julho de 2021. Consultado em 20 de fevereiro de 2025
87. ↑  Compton, Julie (14 de novembro de 2018). «Activists take aim at anti-LGBTQ 'hate group,' Alliance Defending Freedom» [Ativistas atacam o “grupo de ódio” anti-LGBTQ, Alliance Defending Freedom]. NBC (em inglês). Consultado em 20 de fevereiro de 2025
88. ↑  «DANGEROUS LIAISONS: The American Religious Right & the Criminalization of Homosexuality in Beliz» [DANGEROUS LIAISONS: A direita religiosa americana e a criminalização da homossexualidade em Belize] (PDF). SPLCenter (em inglês). Consultado em 20 de fevereiro de 2025. Cópia arquivada (PDF) em 27 de outubro de 2021
89. ↑  «Belize Supreme Court Overturns Anti-Gay Law» [Suprema Corte de Belize derruba lei antigay]. NBC News (em inglês). 10 de agosto de 2016. Consultado em 20 de fevereiro de 2025
90. ↑  «Caleb On "Dangerous Liaisons" Report» [Caleb na reportagem “Ligações Perigosas]. 7News (em inglês). 26 de julho de 2013. Consultado em 20 de fevereiro de 2025
91. 1 2  «Tony Abbott to address US conservative Christian lobby group on marriage views» [Tony Abbott discursará para grupo de lobby cristão conservador dos EUA sobre pontos de vista sobre casamento]. ABC (em inglês). 26 de janeiro de 2016. Consultado em 20 de fevereiro de 2025
92. ↑  «Statement of Faith» [Declaração de fé]. ADFLegal (em inglês). Consultado em 20 de fevereiro de 2025. Cópia arquivada em 20 de março de 2022
93. ↑  Hurley, Lawrence (15 de junho de 2020). «In landmark ruling, U.S. Supreme Court bars discrimination against LGBT workers» [In landmark ruling, U.S. Supreme Court bars discrimination against LGBT workers]. Reuters (em inglês). Consultado em 20 de fevereiro de 2025
94. ↑  «ADF sues Connecticut for letting trans girls compete in high school sports» [ADF processa Connecticut por permitir que meninas trans competissem em esportes no ensino médio]. Outsports (em inglês). 12 de fevereiro de 2020. Consultado em 20 de fevereiro de 2025
95. ↑  «Indiana transgender athlete ban draws increasing pushback» [Proibição de atletas transgêneros em Indiana atrai cada vez mais reações contrárias]. The Star (em inglês). 9 de fevereiro de 2022. Consultado em 20 de fevereiro de 2025
96. ↑  Lavietes, Matt (19 de abril de 2022). «Professor who wouldn't use trans student's pronouns wins $400K settlement» [Professor que não usava os pronomes de alunos trans ganha acordo de US$ 400 mil]. NBC (em inglês). Consultado em 20 de fevereiro de 2025
97. ↑  «Trans Legal Mapping Report 2019: Recognition before the law» [Relatório de Mapeamento Jurídico Trans 2019: Reconhecimento perante a lei] (PDF). ILGA (em inglês). Consultado em 20 de fevereiro de 2025. Cópia arquivada (PDF) em 27 de janeiro de 2023
98. ↑  «Our Bodies Our Sports». Our Bodies Our Sports. Consultado em 20 de fevereiro de 2025. Cópia arquivada em 21 de junho de 2022
99. ↑  Lavietes, Matt; Yurcaba, Jo (30 de junho de 2023). «What the Supreme Court's gay wedding website ruling means for LGBTQ rights» [O que a decisão da Suprema Corte sobre o site de casamento gay significa para os direitos LGBTQ]. NBC (em inglês). Consultado em 20 de fevereiro de 2025
100. ↑  Kruzel, John (3 de julho de 2023). «LGBT rights yield to religious interests at US Supreme Court» [Direitos LGBT cedem a interesses religiosos na Suprema Corte dos EUA]. Reuters (em inglês). Consultado em 20 de fevereiro de 2025
101. ↑  Gresko, Jessica (30 de junho de 2023). «The Supreme Court rules for a designer who doesn't want to make wedding websites for gay couples» [A Suprema Corte decide a favor de um designer que não quer fazer sites de casamento para casais homossexuais]. AP News (em inglês). Consultado em 20 de fevereiro de 2025
102. ↑  «Legitimacy of 'customer' in Supreme Court gay rights case raises ethical and legal flags» [A legitimidade do “cliente” no caso dos direitos dos homossexuais na Suprema Corte levanta questões éticas e legais]. AP News (em inglês). 3 de julho de 2023. Consultado em 20 de fevereiro de 2025
103. ↑  «Amy Coney Barrett Has Ties To an Anti-LGBTQ Hate Group» [Amy Coney Barrett tem vínculos com um grupo de ódio anti-LGBTQ]. Ms Magazine (em inglês). 15 de outubro de 2020. Consultado em 20 de fevereiro de 2025
104. ↑  Cole, David (29 de janeiro de 2024). «"We Do No Such Thing": 303 Creative v. Elenis and the Future of First Amendment Challenges to Public Accommodations Laws» [“Nós não fazemos tal coisa”: 303 Creative v. Elenis e o futuro dos desafios da Primeira Emenda às leis de acomodações públicas]. Yale Law Journal (em inglês). Consultado em 20 de fevereiro de 2025
105. ↑  Re, Richard (29 de novembro de 2023). «Does the Discourse on 303 Creative Portend a Standing Realignment?» [O discurso sobre a 303 Creative é um presságio de um realinhamento permanente?]. Law Virginia (em inglês). Consultado em 20 de fevereiro de 2025
106. ↑  «Standing When You Want It» [Em pé quando você quiser]. ACS (em inglês). Consultado em 20 de fevereiro de 2025
107. ↑  Baude, William; Bray, Samuel. «Proper Parties, Proper Relief» [Partes adequadas, alívio adequado]. Harvard Law Review (em inglês). Consultado em 20 de fevereiro de 2025
108. ↑  Barboukis, Leah (7 de julho de 2023). «ADF Sets the Record Straight After the Left Attempts to Discredit 303 Creative Case» [ADF esclarece os fatos após a tentativa da esquerda de desacreditar 303 casos criativos]. Townhall (em inglês). Consultado em 20 de fevereiro de 2025
109. ↑  «Inside the tactics that won Christian vendors the right to reject gay weddings» [Por dentro das táticas que deram aos fornecedores cristãos o direito de rejeitar casamentos gays]. The Washington Post (em inglês). 28 de setembro de 2023. Consultado em 20 de fevereiro de 2025
110. ↑  Whelan, Ed (3 de julho de 2023). «Foolish Arguments Against Standing in 303 Creative—Part 1» [Argumentos tolos contra a permanência em 303 Creative-Parte 1]. National Review (em inglês). Consultado em 20 de fevereiro de 2025
111. ↑  Whelan, Ed (3 de julho de 2023). «Foolish Arguments Against Standing in 303 Creative—Part 2» [Argumentos tolos contra a permanência em 303 Creative-Parte 2]. National Review (em inglês). Consultado em 20 de fevereiro de 2025
112. ↑  Whelan, Ed (5 de julho de 2023). «Foolish Arguments Against Standing in 303 Creative—Part 3» [Argumentos tolos contra a permanência em 303 Creative-Parte 3]. National Review (em inglês). Consultado em 20 de fevereiro de 2025
113. ↑  Downey, Caroline (30 de junho de 2023). «Correcting the Record on the 'Fake' Same-Sex Couple in the 303 Creative Case» [Corrigindo o registro sobre o “falso” casal do mesmo sexo no caso 303 Creative]. National Review (em inglês). Consultado em 20 de fevereiro de 2025
114. ↑  Sheth, Darpana (7 de julho de 2023). «Myth-busting reactions to the Supreme Court's decision in 303 Creative v. Elenis» [Reações à decisão da Suprema Corte no caso 303 Creative v. Elenis]. The Fire. pp. en. Consultado em 20 de fevereiro de 2025
115. ↑  Littlefield, Amy (30 de novembro de 2021). «The Christian Legal Army Behind the Ban on Abortion in Mississippi» [O exército jurídico cristão por trás da proibição do aborto no Mississippi]. The Nation (em inglês). Consultado em 20 de fevereiro de 2025
116. ↑  «Alliance for Hippocratic Medicine et al v. U.S. Food and Drug Administration et al». Law 360. Consultado em 20 de fevereiro de 2025
117. ↑  «The Shadow Medical Community Behind the Attempt to Ban Medication Abortion» [A comunidade médica oculta por trás da tentativa de proibir o aborto medicamentoso]. The Intercept (em inglês). 28 de fevereiro de 2023. Consultado em 20 de fevereiro de 2025
118. ↑  McCann, Allison; Walker, Amy (7 de abril de 2023). «Where Restrictions on Abortion Pills Could Matter Most in the U.S.» [Onde as restrições às pílulas abortivas podem ser mais importantes nos EUA]. The New York Times (em inglês). Consultado em 20 de fevereiro de 2025
119. ↑  Atkins, Chloe (10 de fevereiro de 2023). «In Texas lawsuit seeking to reverse FDA approval of abortion pills, state attorneys general weigh in» [Na ação judicial do Texas que busca reverter a aprovação de pílulas abortivas pela FDA, os procuradores-gerais dos estados entram em cena]. NBC (em inglês). Consultado em 20 de fevereiro de 2025
120. ↑  Pierson, Brendan (17 de janeiro de 2023). «Reversing abortion drug's approval would harm public interest, U.S. FDA says» [Reverter a aprovação de um medicamento contra o aborto prejudicaria o interesse público, diz a FDA dos EUA]. Reuters (em inglês). Consultado em 20 de fevereiro de 2025
121. ↑  «Hobby Lobby case: Court curbs contraception mandate» [Caso Hobby Lobby: A Corte restringe o mandato de contracepção]. BBC (em inglês). 30 de junho de 2014. Consultado em 20 de fevereiro de 2025
122. ↑  «Group protests Hobby Lobby decision on birth control» [Grupo protesta contra a decisão da Hobby Lobby sobre controle de natalidade]. Deseret News (em inglês). 5 de julho de 2014. Consultado em 20 de fevereiro de 2025. Cópia arquivada em 12 de agosto de 2014
123. ↑  Barrett, Paul (7 de julho de 2014). «A Supreme Feud Over Birth Control: Four Blunt Points» [Uma disputa suprema sobre controle de natalidade: Quatro pontos contundentes]. Business Week (em inglês). Consultado em 20 de fevereiro de 2025. Cópia arquivada em 13 de janeiro de 2015
124. ↑  Mears, Bill (30 de junho de 2014). «Supreme Court rules against Obama in contraception case» [Suprema Corte decide contra Obama em caso de contracepção]. CNN (em inglês). Consultado em 20 de fevereiro de 2025
125. ↑  «A LOT of people could be affected by the Supreme Court's birth control decision — theoretically» [MUITAS pessoas podem ser afetadas pela decisão da Suprema Corte sobre controle de natalidade - teoricamente]. The Washington Post (em inglês). 30 de junho de 2014. Consultado em 20 de fevereiro de 2025
126. ↑  «In Arizona, a Textbook Fuels a Broader Dispute Over Sex Education» [No Arizona, um livro didático alimenta uma disputa mais ampla sobre educação sexual]. The New York Times (em inglês). 27 de novembro de 2014. Consultado em 20 de fevereiro de 2025
127. ↑  «Members of the European Parliament speak out for Freedom of Conscience» [Membros do Parlamento Europeu defendem a Liberdade de Consciência]. ADF International (em inglês). Consultado em 20 de fevereiro de 2025. Cópia arquivada em 24 de janeiro de 2017
128. ↑  Holst, Lindsay (30 de junho de 2014). «The Supreme Court's Hobby Lobby Decision» [A decisão da Suprema Corte sobre o Hobby Lobby]. The White House (em inglês). Consultado em 20 de fevereiro de 2025
129. ↑  Cordero, Monica; Cariboni, Diana; Ferreira, Lou (3 de dezembro de 2021). «US 'dark money' groups behind Mississippi abortion case spend millions overseas» [Grupos de “dinheiro obscuro” dos EUA por trás do caso do aborto no Mississippi gastam milhões no exterior]. OpenDEmocracy (em inglês). Consultado em 20 de fevereiro de 2025
130. 1 2  Provost, Claire; Geoghegan, Peter (20 de março de 2019). «Revealed: US anti-LGBT 'hate group' dramatically increases UK spending» [Revelado: Grupo de 'ódio' anti-LGBT dos EUA aumenta drasticamente os gastos no Reino Unido]. Open Democracy (em inglês). Consultado em 20 de fevereiro de 2025
131. ↑  «Abortvägrande barnmorskor får stöd av amerikansk lobby» [Parteiras que recusam o aborto recebem apoio do lobby dos EUA]. Sveriges Radio (em sueco). 24 de janeiro de 2017. Consultado em 20 de fevereiro de 2025
132. ↑  «Abortvägrande barnmorskan välkomnar lobbyns stöd» [Parteira que recusa o aborto recebe o apoio do lobby]. Sveruges Radio (em sueco). 15 de janeiro de 2018. Consultado em 20 de fevereiro de 2025
133. ↑  «Sweden faces human rights problem» [A Suécia enfrenta um problema de direitos humanos]. ADF (em inglês). 27 de janeiro de 2016. Consultado em 20 de fevereiro de 2025. Cópia arquivada em 3 de janeiro de 2017
134. ↑  «Sverige behöver ett starkare rättsskydd för ofödda barn» [A Suécia precisa de uma proteção legal mais forte para os nascituros]. SVT (em sueco). 23 de agosto de 2012. Consultado em 20 de fevereiro de 2025
135. ↑  «Press Country Profile» [Perfil do país da imprensa] (PDF). ECHR (em inglês). Consultado em 21 de fevereiro de 2025. Cópia arquivada (PDF) em 4 de março de 2022
136. ↑  «The right to die in Belgium: An inside look at the world's most liberal euthanasia law» [O direito de morrer na Bélgica: Uma visão interna da lei de eutanásia mais liberal do mundo]. PBS (em inglês). 15 de janeiro de 2015. Consultado em 21 de fevereiro de 2025
137. ↑  «Affirm Dignity | End Euthanasia» [Afirmar a Dignidade | Acabar com a Eutanásia]. ADF India (em inglês). Consultado em 21 de fevereiro de 2025. Cópia arquivada em 6 de março de 2023
138. ↑  Koeninger, Kevin (4 de novembro de 2021). «Right-wing news outlet asks court to block employer vaccine mandate» [O veículo de notícias de direita pede ao tribunal que bloqueie a obrigatoriedade de vacinação do empregador]. Courthouse News Service (em inglês). Consultado em 21 de fevereiro de 2025
139. ↑  McCool, Alice; Wepukhulu, Soita (21 de janeiro de 2022). «US conservatives spreading anti-vax misinformation to unvaccinated Uganda» [Conservadores dos EUA espalham informações errôneas antivacina para Uganda que não foi vacinada]. Open Democracy (em inglês). Consultado em 21 de fevereiro de 2025
140. ↑  «Challenging Uganda's Worship Ban» [Desafiando a proibição de adoração em Uganda]. ADF International (em inglês). Consultado em 21 de fevereiro de 2025. Cópia arquivada em 14 de fevereiro de 2022
141. ↑  «Open doors: court declares worship ban unlawful» [Portas abertas: tribunal declara ilegal a proibição de cultos] (em inglês). 24 de março de 2021. Consultado em 21 de fevereiro de 2025
142. ↑  «ADF International back Glasgow priest's Covid court battle with government» [ADF International apoia a batalha judicial do padre de Glasgow contra o governo por causa da Covid]. The National (em inglês). 17 de fevereiro de 2021. Consultado em 21 de fevereiro de 2025
143. ↑  «Supreme Court invalidates California's donor disclosure requirement» [Suprema Corte invalida exigência de divulgação de doadores da Califórnia]. CNN (em inglês). 1 de julho de 2021. Consultado em 21 de fevereiro de 2025
144. ↑  «How tomorrow's legal activists start the journey with a trip to Arizona» [Como os ativistas jurídicos do futuro começam a jornada com uma viagem ao Arizona]. Arizona Independent (em inglês). 16 de fevereiro de 2014. Consultado em 21 de fevereiro de 2025
145. 1 2  «ADF Launches 'Christmas Project' to Protect Right to Religious Expression» [ADF lança 'Projeto de Natal' para proteger o direito à expressão religiosa]. Christian Post (em inglês). Consultado em 21 de fevereiro de 2025
146. ↑  Dimond, Anna; Brown, Joe (14 de outubro de 2005). «What is the Alliance Defense Fund, and why does Bill O'Reilly advocate donating to it?» [O que é o Fundo de Defesa da Aliança e por que Bill O'Reilly defende que se faça uma doação para ele?]. Media Matters (em inglês). Consultado em 21 de fevereiro de 2025
147. ↑  «Alliance Defense Fund Announces Plan to Fight Censorship of Christmas» [“Alliance Defense Fund anuncia plano para combater a censura ao Natal]. ADFLegal (em inglês). 18 de outubro de 2017. Consultado em 21 de fevereiro de 2025
148. ↑  «Common questions regarding the Day of Truth» [Perguntas comuns sobre o Dia da Verdade]. Day of Truth (em inglês). Consultado em 21 de fevereiro de 2025. Cópia arquivada em 26 de junho de 2008
149. 1 2  «Johnson Amendment» [Emenda Johnson]. MTSU (em inglês). Consultado em 21 de fevereiro de 2025. Cópia arquivada em 24 de julho de 2022
150. ↑  Gjelten, Tom (3 de fevereiro de 2017). «The Johnson Amendment In 5 Questions And Answers» [A Emenda Johnson em 5 perguntas e respostas]. NPR (em inglês). Consultado em 21 de fevereiro de 2025
151. ↑  «Pastors Shouldn't Endorse Politicians» [Os pastores não devem endossar políticos]. National Association of Evangelicals (em inglês). Consultado em 21 de fevereiro de 2025. Cópia arquivada em 27 de fevereiro de 2022
152. ↑  Kumar, Anugrah (11 de outubro de 2014). «Over 1,800 Pastors Take Part in Pulpit Freedom Sunday» [Mais de 1.800 pastores participam do Domingo da Liberdade de Púlpito]. The Chistian Post (em inglês). Consultado em 21 de fevereiro de 2025
153. ↑  Lampman, Janee (26 de setembro de 2008). «Pulpit politics: Pastors to defy IRS» [Política do púlpito: Pastores desafiam o IRS]. CS Monitor (em inglês). Consultado em 21 de fevereiro de 2025
154. ↑  Maddoux, Marlin; Corbett, Christopher (1994). Answers to the Gay Deception [Respostas ao engano gay] (em inglês). [S.l.]: International Christian Media
155. ↑  Sears, Alan; OSten, Craig (2003). The Homosexual Agenda: Exposing the Principal Threat to Religious Freedom Today [A agenda homossexual: Expondo a Principal Ameaça à Liberdade Religiosa na Atualidade] (em inglês). [S.l.]: Broadman & Holman Publishers. ISBN 9780805426984
156. ↑  «Jeff Sessions' 'religious liberty task force' part of a dangerous Christian nationalist campaign of discrimination» [A “força-tarefa de liberdade religiosa” de Jeff Sessions faz parte de uma perigosa campanha nacionalista cristã de discriminação]. NBC News (em inglês). 31 de julho de 2018. Consultado em 21 de fevereiro de 2025. Cópia arquivada em 19 de março de 2022
157. ↑  «Frequently Asked Questions» [Perguntas frequentes]. Love Won Out (em inglês). Consultado em 21 de fevereiro de 2025. Cópia arquivada em 17 de dezembro de 2008
158. ↑  Kennedy, James (2004). What's wrong with same-sex marriage? [O que há de errado com o casamento entre pessoas do mesmo sexo?] (em inglês). [S.l.]: Crossway Books. p. 11
159. ↑  «Congress could declaw restrictions on politicking from the pulpit — over the objections of many churches» [O Congresso poderia revogar as restrições à prática de política no púlpito - apesar das objeções de muitas igrejas]. 2025-02-21 (em inglês). Consultado em 30 de julho de 2018
160. 1 2  «The State of Hate» [O estado de ódio]. The Washington Post (em inglês). 8 de novembro de 2018. Consultado em 21 de fevereiro de 2025
161. ↑  «The Last Word» [A última palavra]. SPLC (em inglês). 27 de fevereiro de 2013. Consultado em 21 de fevereiro de 2025
162. ↑  «Southern Poverty Law Center 'Hate' Labels Deserve a Vigorous Response» [Os rótulos de “ódio” do Southern Poverty Law Center merecem uma resposta vigorosa]. National Review (em inglês). 17 de agosto de 2017. Consultado em 21 de fevereiro de 2025
163. ↑  Gabbatt, Adam (19 de junho de 2023). «Well-funded Christian group behind US effort to roll back LGBTQ+ rights» [Grupo cristão bem financiado está por trás do esforço dos EUA para reverter os direitos LGBTQ+]. The Guardian (em inglês). Consultado em 21 de fevereiro de 2025
164. ↑  «Alliance Defending Freedom: Staunch Enemy of Equality» [Aliança em Defesa da Liberdade: Inimigo ferrenho da igualdade]. HRC (em inglês). 22 de janeiro de 2024. Consultado em 21 de fevereiro de 2025
165. ↑  «Bill Bright». CRU. Consultado em 21 de fevereiro de 2025
166. 1 2 3 4 5 6 7 8  «Leadership and Advisory Board» [Liderança e Conselho Consultivo]. Blackstone Legal Fellowship (em inglês). Consultado em 21 de fevereiro de 2025. Cópia arquivada em 3 de fevereiro de 2018
167. ↑  «Larry Burkett». ADFLegal. Consultado em 21 de fevereiro de 2025
168. ↑  «Paul Coleman». ADF International. Consultado em 21 de fevereiro de 2025. Cópia arquivada em 22 de março de 2022
169. 1 2 3  «Our Leadership Team» [Nossa equipe de liderança]. ADFLegal (em inglês). Consultado em 21 de fevereiro de 2025. Cópia arquivada em 3 de fevereiro de 2018
170. ↑  «Dr. James C. Dobson». ADFLEgal. Consultado em 21 de fevereiro de 2025
171. ↑  «Questionnaire of judicial Nominees» [Questionário para indicados judiciais] (PDF). US Senate (em inglês). Consultado em 21 de fevereiro de 2025. Cópia arquivada (PDF) em 19 de setembro de 2018
172. ↑  «Who, exactly, is David French, the 'Never Trump' white knight candidate?» [Quem, exatamente, é David French, o candidato a cavaleiro branco “Never Trump”?]. The Washington Post (em inglês). 1 de junho de 2016. Consultado em 21 de fevereiro de 2025
173. ↑  «Kyle Duncan, Michael Juneau backed in 11-10 votes to be federal judges in Louisiana» [Kyle Duncan e Michael Juneau são apoiados por 11 votos a 10 para serem juízes federais em Louisiana]. NOLA (em inglês). 18 de janeiro de 2018. Consultado em 21 de fevereiro de 2025
174. ↑  «Dr. D. James Kennedy». ADFLegal. Consultado em 21 de fevereiro de 2025
175. ↑  «Marlin Maddoux». ADFLegal. Consultado em 21 de fevereiro de 2025
176. ↑  «Freedom Alliance Scholar Joins Mike Pence to Remember 9/11» [Acadêmico da Freedom Alliance se junta a Mike Pence para lembrar o 11 de setembro]. Freedom Alliance (em inglês). 10 de setembro de 2021. Consultado em 21 de fevereiro de 2025
177. ↑  «Trump's newly confirmed federal judge has ties to anti-gay 'hate group'». NBC News. 6 de março de 2019. Consultado em 21 de fevereiro de 2025
178. ↑  Bendery, Jennifer (24 de outubro de 2018). «Senate's Out? Nobody's Around? Perfect Time To Advance Trump's Court Picks, Says GOP.» [O Senado está fora? Ninguém está por perto? Momento perfeito para avançar com as escolhas de Trump para a Suprema Corte, diz o Partido Republicano.]. HuffPost (em inglês). Consultado em 21 de fevereiro de 2025
179. ↑  «Meet Alan» [Conheça Alan]. ALan Seabaugh (em inglês). Consultado em 21 de fevereiro de 2025. Cópia arquivada em 2 de fevereiro de 2018
180. ↑  «Alan Sears». ADFLegal. Consultado em 21 de fevereiro de 2025
181. ↑  Koenig, David (8 de dezembro de 2023). «Legal experts question judge's order telling Southwest lawyers to get religious-liberty training» [Especialistas jurídicos questionam a ordem do juiz que diz aos advogados da Southwest para receberem treinamento sobre liberdade religiosa]. The Hill (em inglês). Consultado em 21 de fevereiro de 2025
182. ↑  «ADF celebrates extraordinary life of Judge Ken Starr, religious liberty champion» [A ADF celebra a vida extraordinária do juiz Ken Starr, campeão da liberdade religiosa]. ADFLegal (em inglês). Consultado em 21 de fevereiro de 2025
183. ↑  «Lawrence VanDyke». AFJ. Consultado em 21 de fevereiro de 2025
184. ↑  «Kristen Waggoner». ADFLegal. Consultado em 21 de fevereiro de 2025
185. ↑  Bierschbach, Briana (1 de outubro de 2018). «The campaign to become Minnesota's next attorney general is crowded, intense — and very much under the radar» [A campanha para se tornar o próximo procurador-geral de Minnesota é concorrida, intensa - e muito discreta]. Minnpost (em inglês). Consultado em 21 de fevereiro de 2025
186. ↑  Villarreal, Daniel (17 de fevereiro de 2021). «MyPillow CEO Mike Lindell's Lawyer Doug Wardlow Announces Run for Minnesota Attorney General» [Doug Wardlow, advogado de Mike Lindell, CEO da MyPillow, anuncia sua candidatura a procurador-geral de Minnesota]. Newsweek (em inglês). Consultado em 21 de fevereiro de 2025